# Roberto Ridolfi (nobile)
Roberto Ridolfi (o di Ridolfo; Firenze, 18 novembre 1531 – Firenze, 18 febbraio 1612) è stato un nobile e cospiratore italiano e fiorentino.

## Biografia
Ridolfi apparteneva ad una famosa famiglia di Firenze, dove nacque. Come banchiere ebbe rapporti d'affari con l'Inghilterra, e intorno al 1555 si stabilì a Londra, dove presto divenne una persona di una certa importanza, collaborando con William Cecil e altri uomini di spicco.
Durante i primi anni del regno di Elisabetta iniziò a partecipare attivamente alla politica del regno, associandosi con i cattolici romani d'Inghilterra, che avevano perso rilevanza in seguito all'ascesa al trono della figlia di Enrico VIII e Anna Bolena, e comunicando con i loro amici all'estero. Nel 1570 ordì una congiura nei confronti di Elisabetta I, un complotto che passò alla storia con il suo nome: il complotto Ridolfi.
La sua intenzione era quella di unire in matrimonio Maria, regina di Scozia, e Thomas Howard, IV duca di Norfolk, riportando così un regnante cattolico sul trono inglese. Con l'aiuto di John Lesley, vescovo di Ross, ottenne il consenso di numerosi personaggi dell'élite del tempo come Fernando Duca d'Alva, Papa Pio V e Filippo II.
Tuttavia, Charles Baillie (1542–1625), messaggero che Ridolfi aveva inviato presso Lesley,  fu sequestrato a Dover e rivelò l'esistenza del complotto sotto tortura. Di conseguenza, Norfolk e Lesley furono arrestati e il primo condannato a morte nel gennaio 1572. Ridolfi, che allora si trovava a Parigi, non poté fare nulla quando apprese la notizia che il suo piano era fallito. Successivamente servì il Papa, ma trascorse gran parte del resto della sua vita a Firenze, dove divenne senatore, e dove morì il 18 febbraio 1612.

Nella serie della CW, Reign, si pensa che l'arcivescovo Ridolfi sia proprio Roberto di Ridolfi.